# Ким Сунг-ган
Ким Сунг-ган (17. новембар 1912 — 29. мај 1984) био је јапански фудбалер.

## Репрезентација
За репрезентацију Јапана дебитовао је 1940. године.

## Статистика
| Јапан  | Јапан | Јапан |
| Год.   | Ута.  | Гол.  |
| ------ | ----- | ----- |
| 1940   | 1     | 0     |
| Укупно | 1     | 0     |